# Dildil Falata
 Dildil Falata  est une localité du Cameroun située dans la commune de Makary, le département du Logone-et-Chari et la Région de l'Extrême-Nord, au sud du lac Tchad, à proximité de la frontière avec le Nigeria. 

## Population
Lors du recensement de 2005, la localité comptait 247 habitants.
En 2013, le plan communal de développement (PCD) de Makary porte ce nombre à 967.